# Dębno (jezioro w gminie Szczecinek)
Dębno (niem. Gr. Damen See) – jezioro rynnowe w Polsce położone w województwie zachodniopomorskim, w powiecie szczecineckim, w gminie Szczecinek.
Akwen leży na Pojezierzu Drawskim, otoczony jest lasami. Około 2500 metrów na północ od jeziora znajduje się miejscowość Drężno.